# زبان‌های لاتین-فالیسکی
زبان‌های لاتین-فالیسکی(به انگلیسی:Latino-Faliscan languages) یا زبانهای لاتینیایی(Latinian languages)گروهی از زبان‌ها هستند که ریشه در شبه جزیره ایتالیا داشته و زیرشاخه‌ای از خانواده زبان‌های ایتالی، که خود متعلق به خانواده زبان‌های هندواروپایی است، می باشند. دو عضو مهم این خانواده: زبان لاتین و زبان فالیسکی هستند.